# Stanisław Groński

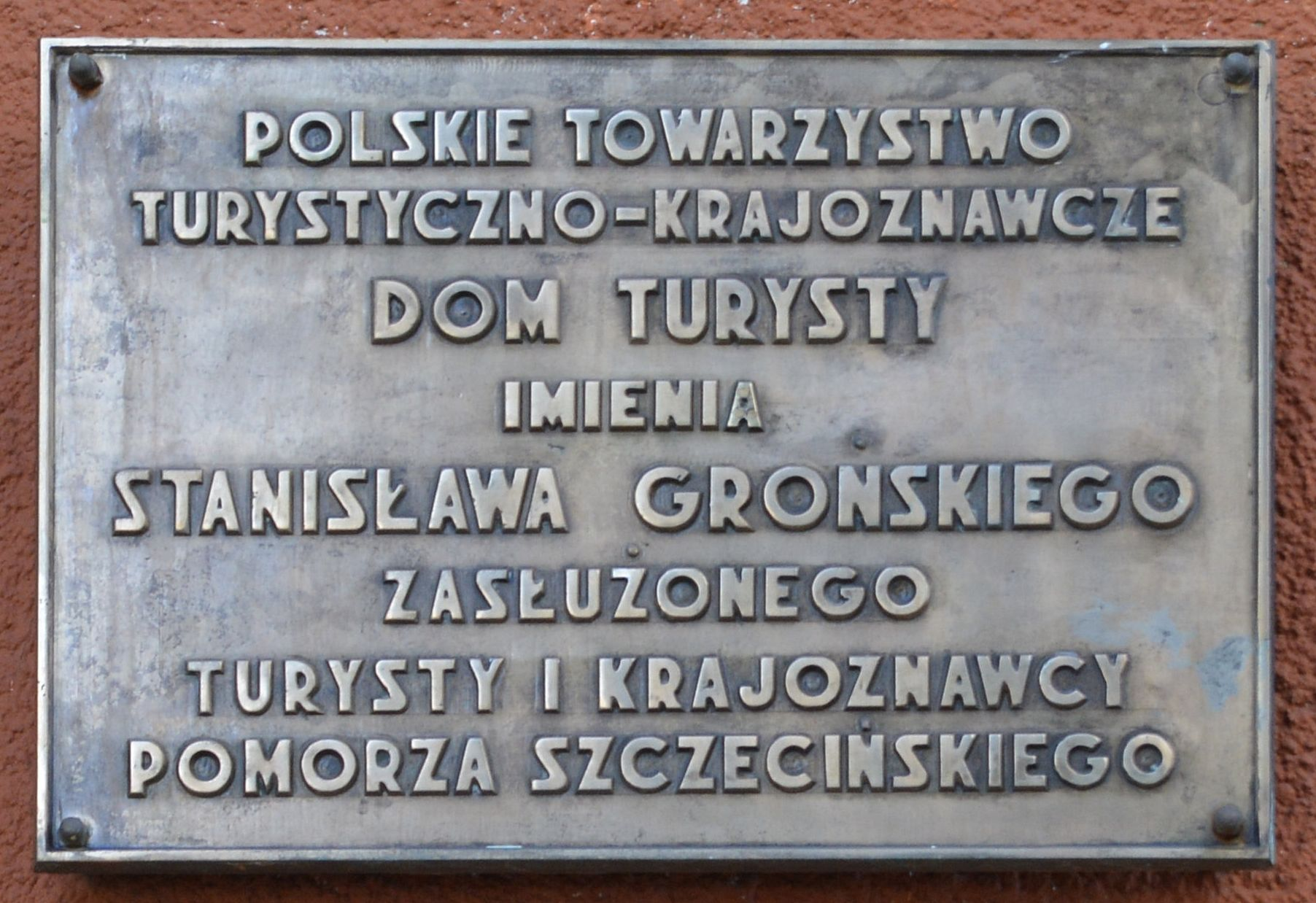
Tablica na dawnym Domie Turysty w Szczecinie

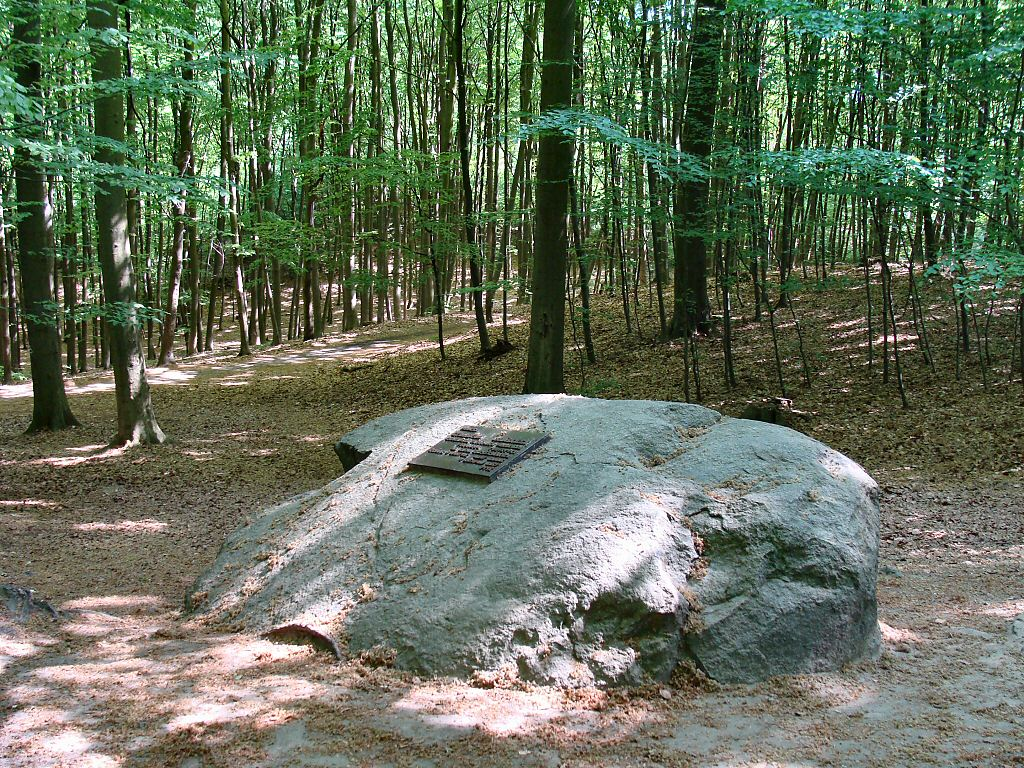
Głaz Grońskiego w Puszczy Bukowej pod Szczecinem

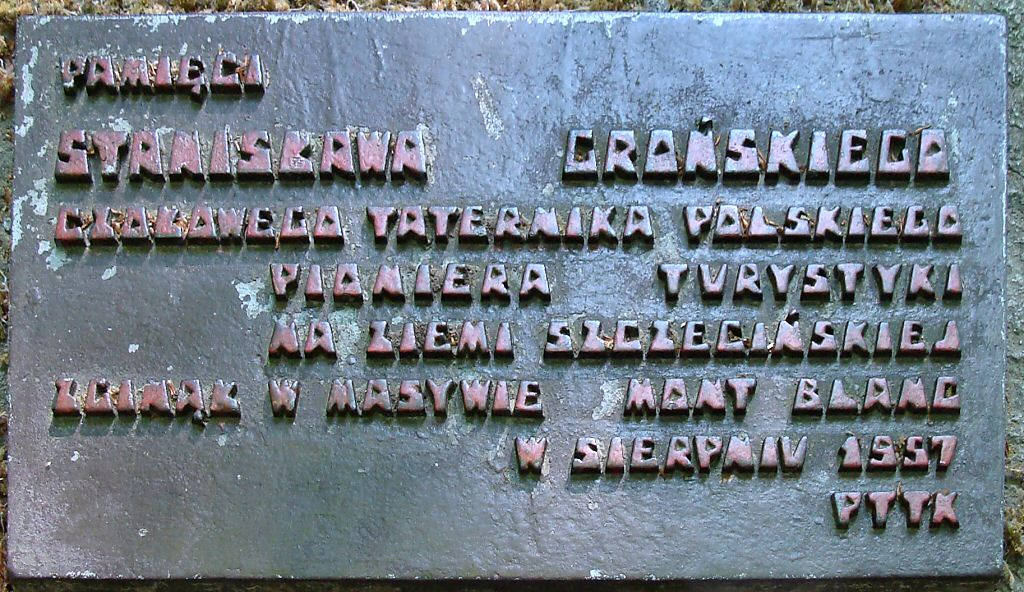
Tablica na Głazie Grońskiego w Puszczy Bukowej

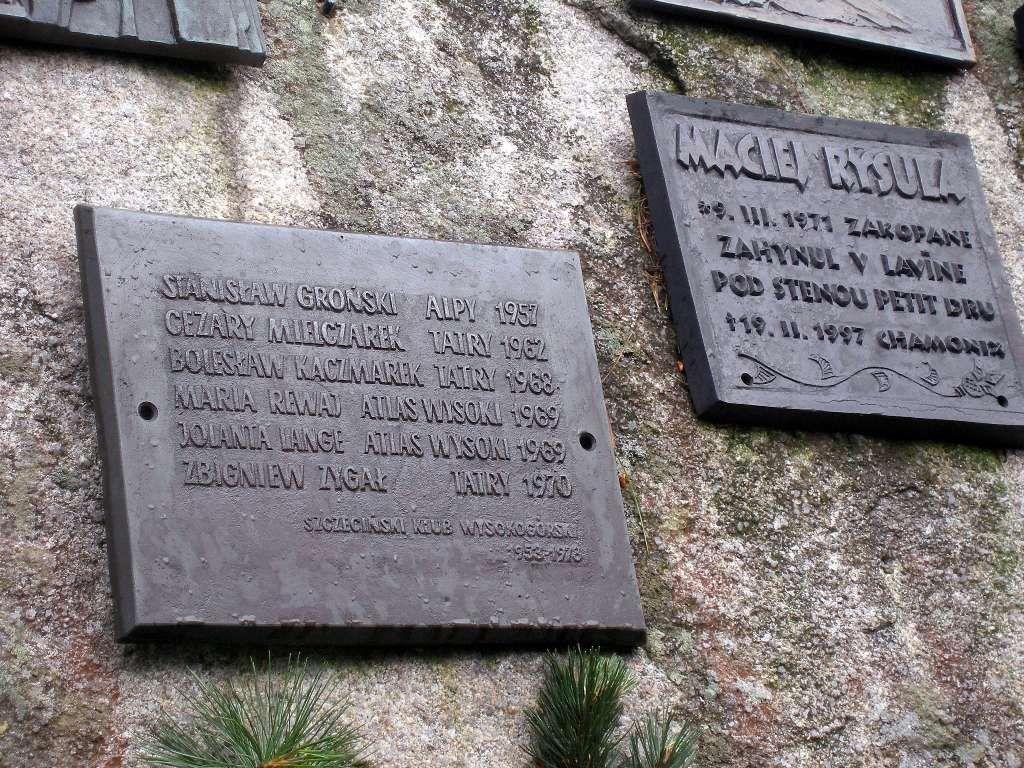
Tablica na Symbolicznym Cmentarzu Ofiar Tatr pod Osterwą

Stanisław Groński, ur. jako Stanisław Wróbel, ps. Mojżesz (ur. 7 września 1907 w Drohobyczu, zm. w sierpniu 1957 w Alpach w pobliżu Chamonix) – polski alpinista.

## Życiorys
Pochodził z rodziny góralskiej spod Zakopanego. Jego ojciec Józef był juhasem i pasł owce na halach. Dzięki wytrwałemu wysiłkowi skończył szkołę średnią, a następnie studia wyższe, po których objął posadę w szkolnictwie w Drohobyczu. Jego siostrzeńcem jest operator filmowy Jacek Petrycki.
Młody Stanisław wychowywał się w domu rodzinnym w szacunku i miłości dla gór. Już w wieku 7 lat chodził na odległe wycieczki górskie, a nawet uczestniczył we wspinaczkach. Do szkoły średniej uczęszczał Drohobyczu, a następnie studiował we Lwowie, gdzie ukończył dwa fakultety: prawo i handel zagraniczny w Wyższej Szkole Handlu Zagranicznego.
Jako dorosły mężczyzna zmienił swoje rodowe nazwisko Wróbel na nazwisko Groński, przyjęte od nazwy wsi Groń, z której pochodziła jego rodzina.
Po studiach w 1932 rozpoczął pracę w kolejnictwie.
Zarówno w okresie studiów, jak i w późniejszych latach przedwojennych Stanisław Groński stale interesował się problematyką gór: był aktywnym członkiem Polskiego Towarzystwa Tatrzańskiego i jako jeden z czołowych polskich alpinistów brał udział w latach 1932, 1936 i 1937 oraz w 1957 w wyprawach w Alpy, a w 1934 w góry Atlas w Afryce. Obdarzony wielkim wzrostem, koleżeński, zawsze chętny do pomocy zyskał wśród przyjaciół przydomek Mojżesz. Nadano mu go właśnie po wyprawie w góry Atlas, gdzie wśród skał znalazł źródełko wody. Wśród polskich taterników był autorytetem ze względu na liczne trudne przejścia w Tatrach oraz przetarcie nowych szlaków w wielu niebezpiecznych partiach gór.
W okresie wojny brał udział w walkach Polski Podziemnej. Doskonała znajomość gór i trudnych przejść przydawała się polskim partyzantom, którzy chętnie korzystali z jego umiejętności.
Po wojnie osiedlił się wraz ze swoją rodziną w Szczecinie i tutaj nadal pracował w PKP, nie zapomniał jednak o górach i pracy społecznej. Zgromadził wokół siebie grupę pasjonatów zainteresowanych turystyką górską. W Szczecinie stał się równocześnie krajoznawcą i znawcą problematyki pomorskiej, jedynym z najwybitniejszych w skali powojennej. Na początku pracował w PTT i w PTK. Później związał się bardzo ściśle z całym miejscowym ruchem krajoznawczym, będąc jego inicjatorem i jednym z jego twórców.
W PTK i późniejszym PTTK pełnił wiele funkcji: był członkiem zarządu okręgu PTTK i członkiem zarządu oddziału szczecińskiego, a przez pewien czas także jego prezesem.
Wspólnie z Wincentym Zającem założył Szczeciński Klub Wysokogórski. Pracował aktywnie przez wiele lat w komisji komunikacji WRN. Razem z Bolesławem Czwójdzińskim organizował pierwsze na Pomorzu Zachodnim schronisko w Szczecinie. Był wieloletnim członkiem Okręgowej Komisji Turystyki Górskiej Komisji Krajoznawczej.
Stanisław Groński znał doskonale Szczecin i jego zabytki, pomniki przyrody i miejsce historyczne. Oprowadzał po mieście wycieczki, a później szkolił kadry nowych przewodników i organizował piesze wycieczki w okolice Szczecina. Turystów najchętniej prowadził w podszczecińskie Wzgórza Bukowe, gdzie rozpoczął również akcję znakowania szlaków turystycznych. Łącznie pozostawił tam około 300 km znakowanych szlaków oraz napisał pierwszy polski przewodnik po Wzgórzach Bukowych pt. Knieja Bukowa.
Tu też prowadził szkolenia adeptów taternictwa, szczególnie na ścianach sztucznej groty w Zdrojach. Znał Pomorze Zachodnie, a szczególnie Przyodrze Dolne, znakował też trasy turystyczne na wyspie Wolin i w Puszczy nad Drawą.
Odkrył wiele miejscowości o dużym znaczeniu krajoznawczym. Był też doskonałym gawędziarzem. Miał liczne pogawędki radiowe oraz spotkania z młodzieżą i z dorosłymi. Po Szczecinie i okolicy oprowadził tysiące ludzi z całej Polski.
Co roku jeździł w góry, głównie w Tatry. Razem z kolegami przygotował również polskie wyprawy w góry świata. W 1957 uczestniczył w wyprawie Klubu Wysokogórskiego w Alpy jako kierownik jednej z jej pięciu grup, obozującej w Praz de Chamonix. 7 sierpnia wyruszył wraz z dwoma jugosłowiańskimi alpinistami, Draganem Tekičem i Draganem Stanicevičem, z zamiarem osiągnięcia Mont Blanc drogą poprzez Mont Blanc du Tacul i Mont Maudit. 8 sierpnia wpinacze widziani byli w schronisku na Col du Midi, które mieli opuścić następnego dnia - i od tej pory ślad po nich zaginął. Do 11 sierpnia, kiedy po południu nastąpiło załamanie pogody, nie dotarli na Mont Blanc, ani nie byli widziani na trasie, nie słyszano też wezwania pomocy. Ekipa ratunkowa, która wyruszyła w góry 13 sierpnia nie natrafiła na żadne ślady grupy Grońskiego, nie pojawiła się też ona w żadnym  z okolicznych schronisk. Członkowie polskiej wyprawy wysunęli przypuszczenie, że podczas trawersowania Mont Blanc, prawdopodobnie na lodowych stokach na Mont Maudit, jeden ze wspinaczy potknął się, na skutek niezbyt solidnej asekuracji pociągnął za sobą pozostałych i  wszyscy wpadli do jednej z licznych lodowych szczelin, gdzie zginęli. Pomimo oficjalnego zakończenia poszukiwań w dniu 17 sierpnia, jeszcze wieczorem tego dnia w góry wyruszyła polsko-francuska grupa z zamiarem przejścia grani Mont Blanc. W czasie tej wyprawy zginął następnego dnia rano przyjaciel Grońskiego, Wawrzyniec Żuławski (prezes Klubu Wysokogórskiego), zasypany lawiną, a towarzyszący mu Stanisław Biel odniósł ciężkie obrażenia wewnętrzne. Pomimo poszukiwań nie odnaleziono ciała Mojżesza.
Po śmierci Groński został mianowany członkiem honorowym Klubu Wysokogórskiego. Symbolicznymi tablicami uczczono pamięć o nim w Alpach Julijskich, Wzgórzach Bukowych pod Szczecinem, na Tatrzańskim Cmentarzu Symbolicznym pod Osterwą i na cmentarzu w Chamonix.
Na pamiątkowej tablicy na Głazie Grońskiego w Puszczy Bukowej widnieje napis: Pamięci Stanisława Grońskiego, czołowego taternika polskiego, pioniera turystyki Ziemi Szczecińskiej. Zginął w masywie Mont Blanc w sierpniu 1957 roku.